# Варданян, Юрий Норайрович
Юрий (Юрик) Норайрович Варданян (арм. Յուրի (Յուրիկ) Վարդանյան; 13 июня 1956, Ленинакан — 1 ноября 2018, США) — советский тяжелоатлет, четырёхкратный чемпион СССР (1977, 1979, 1981, 1982), пятикратный чемпион Европы (1977, 1978, 1980, 1981, 1983), семикратный чемпион мира (1977—1981, 1983, 1985), чемпион Олимпийских игр (1980), 43-кратный рекордсмен мира. Заслуженный мастер спорта СССР (1977). В 1994 году имя Юрия Варданяна включено в Зал славы тяжёлой атлетики.

## Биография

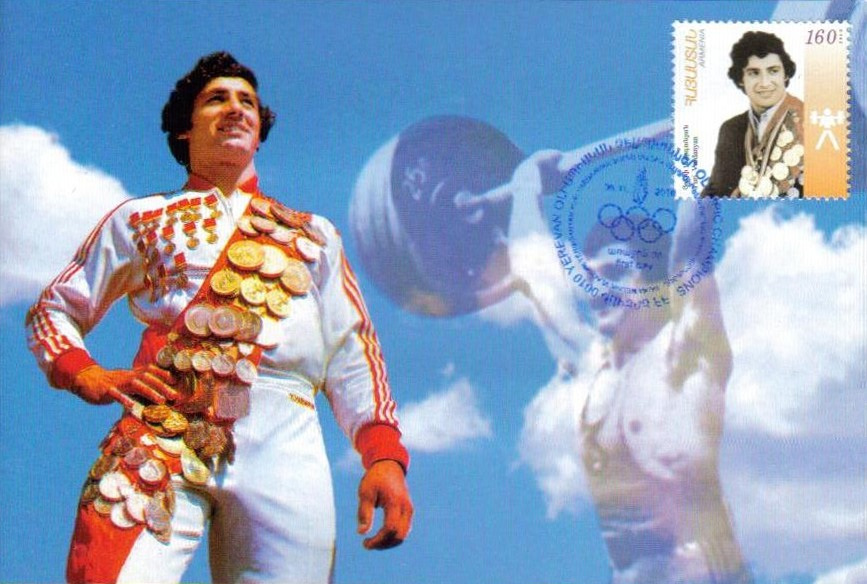
Юрий Варданян, марка Армении 2010 г.

Юрий Варданян родился 13 июня 1956 года в Ленинакане (ныне Гюмри). Начал заниматься тяжёлой атлетикой в 1970 году под руководством своего дяди Сергея Варданяна. В 1975—1976 годах стал чемпионом мира и Европы среди молодёжи в весовой категории до 75 кг. С 1977 года входил в состав национальной сборной СССР. Триумф Юрия Варданяна пришёлся на Олимпийские игры в Москве. Выступая в категории до 82,5 кг, он выиграл золотую медаль, установил пять мировых рекордов и первым из средневесов поднял по сумме двух упражнений 400 кг.
Оставаясь лидером в своей весовой категории в течение следующего олимпийского цикла, Юрий Варданян был явным фаворитом и Олимпийских игр в Лос-Анджелесе, но не смог принять в них участие из-за решения политического руководства СССР о бойкоте Игр советскими спортсменами. Выступая на соревнованиях «Дружба-84», вновь 5 раз по ходу одного турнира бил мировые рекорды, а установленный им рекорд по сумме упражнений (405 кг) в дальнейшем так и остался непревзойдённым вплоть до 1993 года, когда Международная федерация тяжёлой атлетики изменила границы весовых категорий. Этот результат был на 50 килограмм больше того, что показал победитель Олимпиады в Лос-Анджелесе Петре Бекеру (Румыния).
В 1985 году Юрий Варданян выиграл свой последний чемпионат мира. В том же году он был переизбран в Верховный совет Армянской ССР и сосредоточился на политической деятельности. С приходом к власти в Армении Армянского общенационального движения принял решение покинуть страну и в 1991—2009 годах проживал в США, где занимался тренерской и общественной деятельностью. В частности он тренировал своего сына, чемпиона США по тяжёлой атлетике, участника Олимпийских игр в Лондоне Норайра Варданяна.
В 2009 году вернулся в Армению, стал советником президента этой страны Сержа Саргсяна. В 2013—2014 годах был министром спорта и по делам молодёжи Республики Армения. С июня 2014 года по октябрь 2017 года занимал пост Чрезвычайного и Полномочного Посла Армении в Грузии.
Скончался 1 ноября 2018 года в США, где проходил курс лечения от тяжёлой болезни. Похоронен в Пантеоне имени Комитаса в Ереване.

## Награды
- Орден Святого Месропа Маштоца (18 сентября 2008) — по случаю 17-летия независимости Республики Армения, за значительные достижения в сфере физической культуры и спорта[12].
- Орден Ленина (1985).
- Орден Трудового Красного Знамени (1980).
- Почётный гражданин Гюмри (2008)